# 西尾忠雅
西尾 忠雅（にしお ただまさ）は、江戸時代中期の遠江国横須賀藩の世嗣。官位は従五位下・播磨守。

## 略歴
3代藩主・西尾忠需の長男として誕生。正室は丹羽高寛の娘。
忠需が藩主に就く以前に生まれる。宝暦5年（1755年）、9代将軍・徳川家重に拝謁する。宝暦10年（1760年）叙任するが、家督相続前の明和2年（1765年）に早世した。法名は青靈蒼龍徳雲院。
代わって、弟・忠移が嫡子となった。